# Michendorf

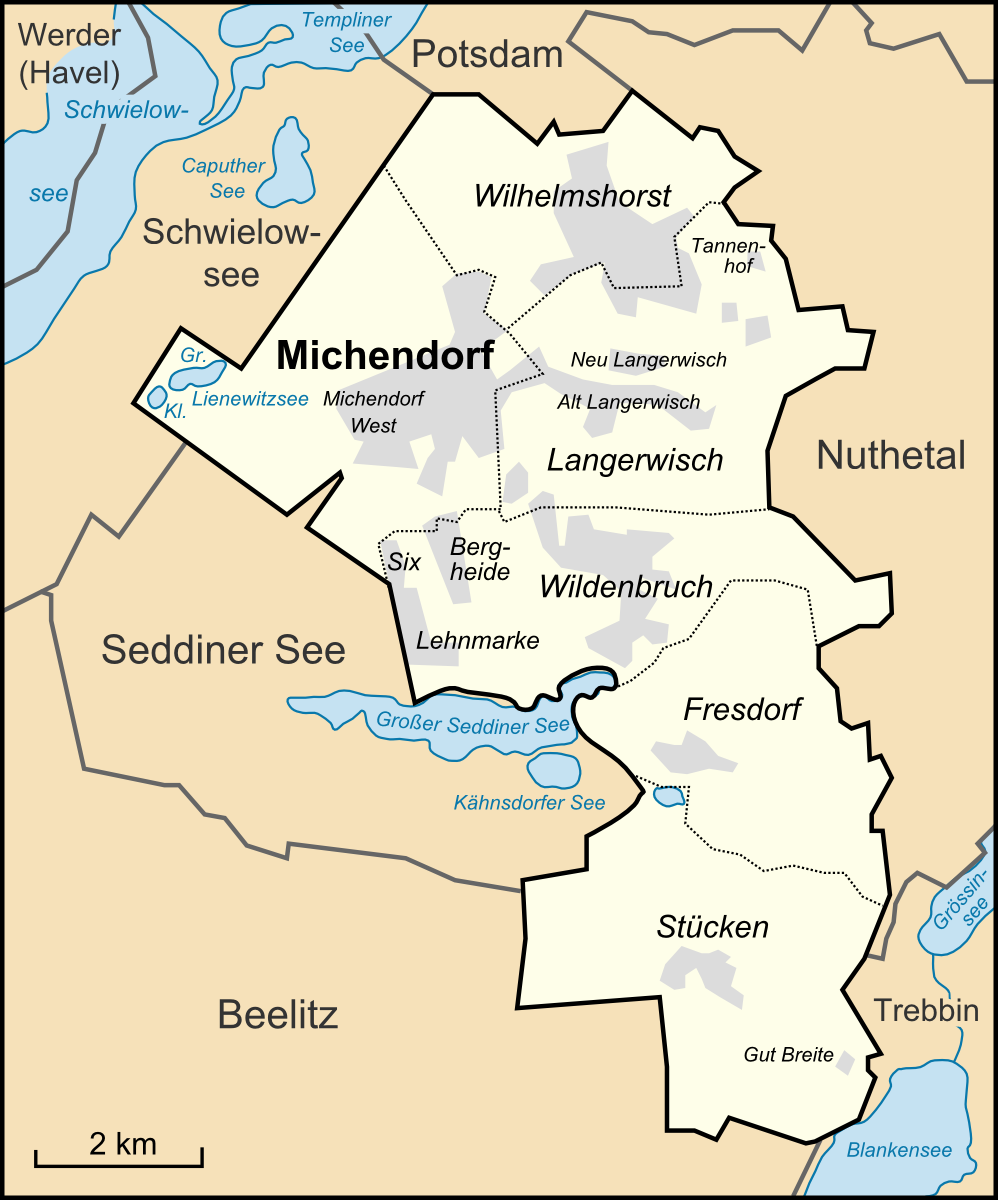
Ortsteile und Nachbargemeinden der Gemeinde Michendorf

Michendorf ist eine amtsfreie Gemeinde im Osten des Landkreises Potsdam-Mittelmark in Brandenburg südlich von Potsdam. Die heutige (Groß-)Gemeinde entstand 2003 durch den gesetzlich festgelegten Zusammenschluss der sechs amtsangehörigen Gemeinden des von 1992 bis 2003 existierenden Amtes Michendorf.

## Geografie
Michendorf liegt in einem ausgedehnten Waldgebiet etwa neun Kilometer südlich von Potsdam. Die Ortsteile Fresdorf, Stücken und Wildenbruch liegen im Naturpark Nuthe-Nieplitz. Im Süden grenzt die Gemeinde an den Großen Seddiner See. Im westlichen Teil des Gemeindegebietes liegen der Große und der Kleine Lienewitzsee. Im Süden gehören der Fresdorfer See, das Poschfenn und der Katzwinkel zum Gemeindegebiet.
Die Gemeinde grenzt im Nordwesten und Norden an die Gemeinde Schwielowsee und an die Landeshauptstadt Potsdam, im Osten an die Gemeinde Nuthetal und im Südosten an die Stadt Trebbin, im Süden an die Stadt Beelitz und im Südwesten und Westen an die Gemeinde Seddiner See. Die Gemeinde umfasst eine Fläche von 68,51 km².
Das Gebiet der Gemeinde Michendorf gehört geologisch und geomorphologisch zum glaziären Aufschüttungsgebiet des nördlichen Mitteleuropas und ist Teil der naturräumlichen Großeinheit Mittelbrandenburgische Platten und Niederungen. Diese kennzeichnet sich durch die Abfolge von meist flachen Grundmoränenplatten, hügeligen Endmoränen, schwach geneigten bis flachen Sander- und Talsandflächen sowie eingesenkten Niederungen und Tälern. Naturräumliche Untereinheiten bilden die Beelitzer Heide und die Nuthe-Notte-Niederung.
Die Gemarkungen der Ortsteile Wilhelmshorst, Michendorf sowie die westlichen Gebiete von Langerwisch und Wildenbruch liegen im nordöstlichen Teil der naturräumlichen Haupteinheit Beelitzer Heide, die durch flache Grundmoränenflächen (z. B. Michendorf), Talsandflächen (z. B. westlich des Großen Seddiner Sees) sowie Stauch- und Endmoränenflächen (z. B. westlich der Lienewitzseen) geprägt ist.
Der naturräumlichen Haupteinheit Nuthe-Notte-Niederung sind die Gemarkungen der Ortsteile Fresdorf, Stücken und die östlichen Teile von Langerwisch und Wildenbruch zuzuordnen. Hier handelt es sich um eine stark verzweigte, feuchte Niederungslandschaft, aus der sich verschiedene, meist flachwellige Grundmoränenflächen erheben (z. B. östliche Gemarkung Wildenbruch). Ihnen sind verschiedene Stauchmoränenkuppen und -rücken aufgesetzt, u. a. der Ziebchenberg (Wildenbruch), die Grämitzberge, der Stertberg sowie der Kesselberg (Fresdorf). Diese bilden den Hügelzug der Saarmunder Endmoräne, die mit dem Großen Ravensberg bei Potsdam bis zu 116 m ü.N.N. aufragt, während sonst die Höhenlage der Stauchmoränen zwischen 45 und 60 m schwankt. Die Niederungen weisen eine durchschnittliche Höhe von 30 bis 40 m auf.
Die Gesamtwaldfläche in der Gemeinde Michendorf beträgt 2.941 ha (43 % des Gemeindegebietes). Der Waldbestand teilt sich etwa zur Hälfte auf die dominierenden Eigentumsarten Privatwald und Landeswald auf. Für die Bewirtschaftung des Landeswaldes ist der Landesbetrieb Forst Brandenburg zuständig. Die Oberförsterei Potsdam betreut den größeren Waldanteil mit 1.892 ha. Weitere Waldanteile befinden sich in der Zuständigkeit der Oberförsterei Ferch (1.049 ha). Der überwiegende Teil der Privatwaldbesitzer ist Mitglied in den Forstbetriebsgemeinschaften „Fresdorfer Heide“ oder „Märkische Heide“. Die weiteren Eigentumsarten Treuhandwald, Kommunalwald, Bundeswald und Eigentum sonstiger Körperschaften spielen nur eine untergeordnete Rolle.
Gegenwärtig wird ein Großteil der Forstflächen von Nadelwaldbeständen eingenommen, in denen die Kiefer dominiert. Allgemeines Ziel bei Neuaufforstungen ist der Umbau der monotonen Kiefernbestände zu Mischbeständen, soweit es die standörtlichen Gegebenheiten zulassen (Waldumbau).

### Siedlungsstruktur
Während der innerhalb des Berliner Autobahnrings gelegene Gemeindeteil mit den Ortsteilen Wilhelmshorst, Michendorf und Langerwisch, trotz ausgedehnter Waldflächen suburban von Potsdam geprägt ist, haben die südlich gelegenen, kleinen Ortsteile Fresdorf und Stücken bereits deutlich ländlichen Charakter.
Die unterschiedliche Siedlungsstruktur und die politische Entwicklungsgeschichte der im Jahr 2003 entstandenen Gebietskörperschaft Gemeinde Michendorf lässt Probleme beim Zusammenwachsen der Ortsteile wegen individueller Ortsteilsinteressen aufwerfen.

## Gemeindegliederung
Die Gemeinde Michendorf besteht aus den folgenden sechs Ortsteilen: (Einwohner am 31. Dezember 2023)
- Fresdorf (309)
- Langerwisch (1.800)
- Michendorf (5.632)
- Stücken (492)
- Wildenbruch (2.574)
- Wilhelmshorst (3.199)

Zum Ortsteil Wildenbruch gehören die bewohnten Gemeindeteile Wildenbruch-Bergheide, Wildenbruch-Lehnmarke und Wildenbruch-Six. Sie sind zwar räumlich von den übrigen Teilen Wildenbruchs abgegrenzt, besitzen aber keinen Ortsteilstatus gemäß Brandenburgischer Kommunalverfassung.
Darüber hinaus gehören zu den sechs Ortsteilen die historisch gewachsenen sogenannten Wohnplätze ohne Rechtsstatus: Alt Langerwisch, Neu Langerwisch, Galgenberg, Gut Breite, Lienewitz, Siedlung Michendorf West, Siedlung Willichslust, Tannenhof, Teufelshorn, Waldhaus und Weinberg.

## Geschichte
Die Geschichte der (Groß-)Gemeinde ist bis 1992 die Geschichte ihrer sechs Einzelgemeinden, welche einige Gemeinsamkeiten aufweist, aber auch deutliche Unterschiede. Alt Langerwisch und Neu Langerwisch fusionierten 1938 zur Gemeinde Langerwisch. Die sechs im Mittelalter angelegten Orte wurden 1375 zur historischen Landschaft der Zauche gerechnet. Der daraus entstandene Zauchische Kreis wurde 1816/17 mit dem zuvor kursächsischen Amt Belzig zum Zauch-Belzigschen Kreis (später Landkreis Zauch-Belzig genannt) vereinigt. In der Kreisreform von 1952 aufgelöst, kamen die damals schon sechs Gemeinden zum Kreis Potsdam-Land und 1993 im Zuge der Kreisreform im Land Brandenburg zum Landkreis Potsdam-Mittelmark.
Alle sechs mittelalterlichen Dörfer, Fresdorf, Alt Langerwisch, Neu Langerwisch, Michendorf, Stücken und Wildenbruch waren ursprünglich markgräflicher Besitz.
- Fresdorf war immer markgräflich und gehörte zunächst zur Vogtei Beelitz, die sehr früh mit der Vogtei Saarmund vereinigt worden war.
- Alt Langerwisch gehörte als markgräflicher Besitz immer zur Vogtei bzw. Amt Saarmund.
- Neu Langerwisch war nur bis 1285 landesherrlich, es kam in diesem Jahr an das Domkapitel in Brandenburg als Oberlehensherr. Lehensinhaber waren: 1285 die von Barby, vor 1375 bis 1545 die von Schönow, 1545–1548 das Domkapitel, 1548 bis 1667 von Pfuel, danach wiederkäuflich an de la Chaise. Nach dessen Tod 1671 wurde das Lehen vom Kurfürsten eingezogen und dem Amt Potsdam zugeordnet.
- Michendorf wurde als landesherrlicher Besitz von der Vogtei bzw. vom Amt Saarmund verwaltet.
- Stücken gehörte als markgräflicher Besitz noch bis 1524 zur Vogtei bzw. zum Amt Saarmund. Das Dorf war 1482 zunächst pfandweise der Familie von Thümen zu Lehen gegeben worden, 1524 wurde der Besitz erblich. Stücken gehörte ursprünglich zur Vogtei Beelitz.
- Eine Sonderstellung nimmt Wildenbruch ein, das bereits 1375 im Besitz derer von Rochow als markgräfliches Lehen war. Von 1414 bis 1416 hatte Friedrich I. das Lehen kurzzeitig eingezogen, weil sich die von Rochow gegen ihn gestellt hatten.

Aus der Kolonie Wilhelmshorst bildete sich 1907 die Gemeinde Wilhelmshorst. Alt und Neu Langerwisch schlossen sich 1938 zur Gemeinde Langerwisch zusammen.
Michendorf und seine heutigen Ortsteile gehörten 1952 bis 1993 zum Kreis Potsdam-Land (zunächst im DDR-Bezirk Potsdam, dann im Land Brandenburg). Seit 1993 liegt die Gemeinde im Landkreis Potsdam-Mittelmark.
Im Jahr 1992 wurde das Amt Michendorf gegründet, in dem sich die späteren Ortsteile Fresdorf, Langerwisch, Michendorf, Stücken Wildenbruch und Wilhelmshorst, damals noch eigenständige Gemeinden, zu einer Verwaltungsgemeinschaft zusammengeschlossen hatten. Jede Gemeinde blieb jedoch selbstständig mit einem eigenen (ehrenamtlichen) Bürgermeister und Gemeinderat. Im Rahmen der Gemeindereform 2003 in Brandenburg wurden die sechs amtsangehörigen Gemeinden per Gesetz zur neuen Großgemeinde Michendorf zusammengeschlossen. Der Zwangszusammenschluss wurde von der namensgebenden Gemeinde Michendorf vor dem Verfassungsgericht des Landes Brandenburg angefochten. Die kommunale Verfassungsbeschwerde der Gemeinde wurde jedoch 2005 „teils verworfen, im übrigen zurückgewiesen“.

## Bevölkerungsentwicklung
| Jahr | Einwohner |
| ---- | --------- |
| 1875 | 0 277     |
| 1890 | 0 483     |
| 1910 | 1 147     |
| 1925 | 1 408     |
| 1933 | 1 941     |
| 1939 | 2 526     |

| Jahr | Einwohner |
| ---- | --------- |
| 1946 | 3 055     |
| 1950 | 3 070     |
| 1964 | 2 990     |
| 1971 | 2 884     |
| 1981 | 2 690     |
| 1985 | 2 620     |

| Jahr | Einwohner |
| ---- | --------- |
| 1990 | 02 602    |
| 1995 | 02 569    |
| 2000 | 03 748    |
| 2005 | 11 163    |
| 2010 | 11 805    |
| 2015 | 12 178    |

| Jahr | Einwohner |
| ---- | --------- |
| 2020 | 13 278    |
| 2021 | 13 618    |
| 2022 | 13 531    |
| 2023 | 13 635    |
| 2024 | 13 708    |

Gebietsstand des jeweiligen Jahres, Einwohnerzahl: Stand 31. Dezember (ab 1991), ab 2011 auf Basis des Zensus 2011, ab 2022 auf Basis des Zensus 2022
Die Zunahme der Einwohnerzahl 2005 ist auf den Zusammenschluss von sechs Gemeinden zur neuen Gemeinde Michendorf im Jahr 2003 zurückzuführen.
Aufgrund der unmittelbaren Nähe zu Potsdam, der Bahnanbindung nach Berlin und der Anschlüsse an die Autobahnen A 10 und A 115 haben insbesondere die Ortsteile Michendorf und Wilhelmshorst seit der Wiedervereinigung einen stetigen Einwohnerzuwachs erlebt.

## Politik

### Gemeindevertretung
Die Gemeindevertretung von Michendorf besteht aus 22 Gemeindevertretern und der hauptamtlichen Bürgermeisterin. Die Kommunalwahl am 9. Juni 2024 führte bei einer Wahlbeteiligung von 76,7 % zu folgendem Ergebnis:
| Partei / Wählergruppe                                | Stimmenanteil 2019 | Sitze 2019 |        | Stimmenanteil 2024 | Sitze 2024 |
| ---------------------------------------------------- | ------------------ | ---------- | ------ | ------------------ | ---------- |
| Bündnis für Michendorf (BfM)                         | 19,0 %             | 4          | 28,5 % | 6                  |            |
| CDU                                                  | 17,0 %             | 4          | 18,3 % | 4                  |            |
| AfD                                                  | 10,9 %             | 2          | 16,7 % | 4                  |            |
| Bündnis 90/Die Grünen                                | 17,2 %             | 4          | 12,3 % | 3                  |            |
| SPD                                                  | 10,4 %             | 2          | 09,4 % | 2                  |            |
| Unabhängige Wählergemeinschaft–Freie Wähler (UWG/FW) | 09,6 %             | 2          | 05,2 % | 1                  |            |
| FDP                                                  | 07,2 %             | 2          | 04,5 % | 1                  |            |
| Die Linke                                            | 06,5 %             | 2          | 03,9 % | 1                  |            |
| Fresdorfer Interessengemeinschaft (FRIG)             | –                  | –          | 01,2 % | –                  |            |
| Einzelbewerber Mathias Latzo                         | 01,2 %             | –          | –      | –                  |            |
| Einzelbewerber Maik Nadolny                          | 00,8 %             | –          | –      | –                  |            |
| Einzelbewerber Rolf Siwula                           | 00,3 %             | –          | –      | –                  |            |
| Insgesamt                                            | 100 %              | 22         | 100 %  | 22                 |            |

### Bürgermeister
- 1998–2003: Hartmut Besch (FDP)[13]
- 2003–2011: Cornelia Jung[14]
- 2011–2019: Reinhard Mirbach (CDU)[15]
- seit 2019: Claudia Nowka (Bündnis für Michendorf)

Nowka wurde in der Bürgermeisterstichwahl am 1. September 2019 mit 70,5 % der gültigen Stimmen gewählt. Ihre Amtszeit beträgt acht Jahre.

### Wappen
| Wappen von Michendorf | Blasonierung: „In Silber gespalten und halb geteilt; vorn am Spalt ein halber brandenburgischer goldenbewehrter und rotgezungter Adler mit goldenem Kleestengel auf dem Flügel; hinten oben zwei ungleich hohe, wachsende grüne Kiefern mit schwarzen Stämmen; hinten unten fünf eng gesetzte blaue Wellenbalken.“ |
| Wappen von Michendorf | Das Wappen wurde am 15. Dezember 2005 durch das Ministerium des Innern genehmigt. |

## Sehenswürdigkeiten und Kultur

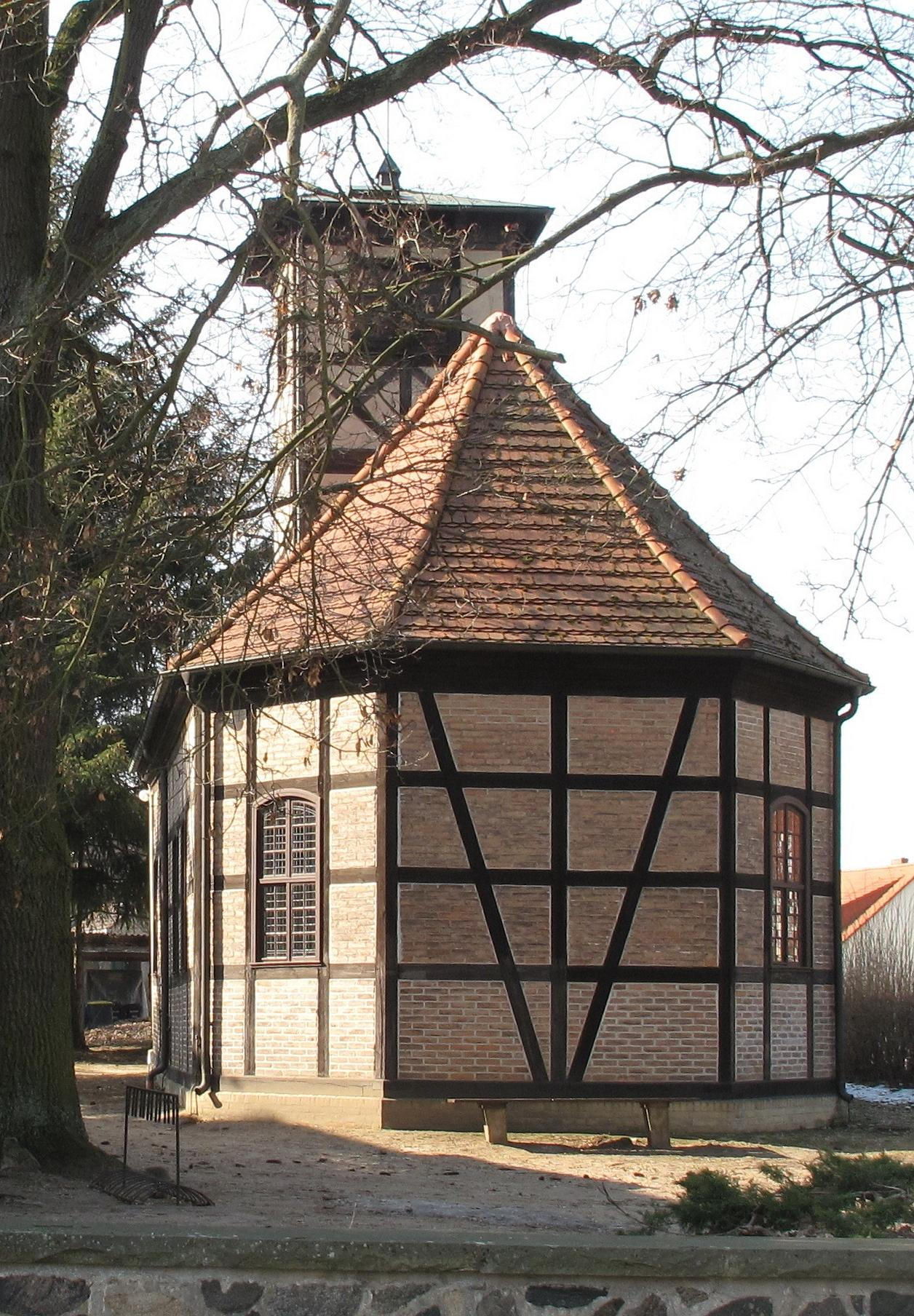
Fachwerkkirche Michendorf

### Bauten
In der Liste der Baudenkmale in Michendorf und in der Liste der Bodendenkmale in Michendorf stehen die in der Denkmalliste des Landes Brandenburg eingetragenen Kulturdenkmale.
Dazu zählen unter anderem:
- Fachwerkkirche Michendorf
- Paltrockwindmühle und Bockwindmühle sowie die Dorfkirche in Langerwisch
- Dorfkirche Stücken, im Kern 13. Jahrhundert.
- Feldsteinkirche Wildenbruch aus dem 13. Jahrhundert
- Kirche Wilhelmshorst aus den 1930er-Jahren
- Peter-Huchel-Haus Wilhelmshorst
- Gedenkstein auf dem Friedhof an der Luckenwalder Straße für den 1935 im KZ Dachau ermordeten kommunistischen Journalisten Werner Abel

### Vereine
Das Kulturleben wird vom Kulturbund Michendorf e. V. und den örtlichen Heimat- und Bürgervereinen sowie dem Verein der Freunde und Förderer der Wilhelmshorster Ortsgeschichte geprägt.
Seit 2007 gibt es die Volksbühne Michendorf, die in Michendorf ein eigenes Theater betreibt.

### Zeitschrift
Seit 1994 erscheint die vom Verein Langerwischer Bürger e. V. herausgegebene Zeitschrift Märkischer Bogen.

### Nikolauslauf
In jedem Jahr findet in der Vorweihnachtszeit der Nikolauslauf statt. An ihm nehmen viele hundert Läufer in Nikolauskostümen teil. Er wird vom Laufclub Michendorf (LC Michendorf) organisiert.

## Wirtschaft und Infrastruktur
In Michendorf gab es 2013 insgesamt 935 gemeldete Gewerbebetriebe. Unter diesen befanden sich 7 Industriebetriebe, 194 Handwerksbetriebe, 173 Handelsbetriebe. Den weitaus größten Bereich machten die sonstigen Betriebe (u. a. selbstständige Gewerbetreibende) mit 561 Betrieben aus. Von allen 935 gemeldeten Gewerbebetrieben hatten 148 Gewerbesteuer zu entrichten.
Fünf Betriebe zahlten im Jahr 2013 mehr als 50.000 € Gewerbesteuer. Die Mehrheit der 148 gewerbesteuerpflichtigen Betriebe entrichtete weniger als 5.000 € Gewerbesteuer.
Für Trinkwasserversorgung und Abwasserentsorgung in Michendorf ist der Wasser- und Abwasserzweckverband Mittelgraben (WAZV) zuständig, den die Gemeinde Michendorf zusammen mit der Nachbargemeinde Nuthetal gegründet hat.

### Verkehr

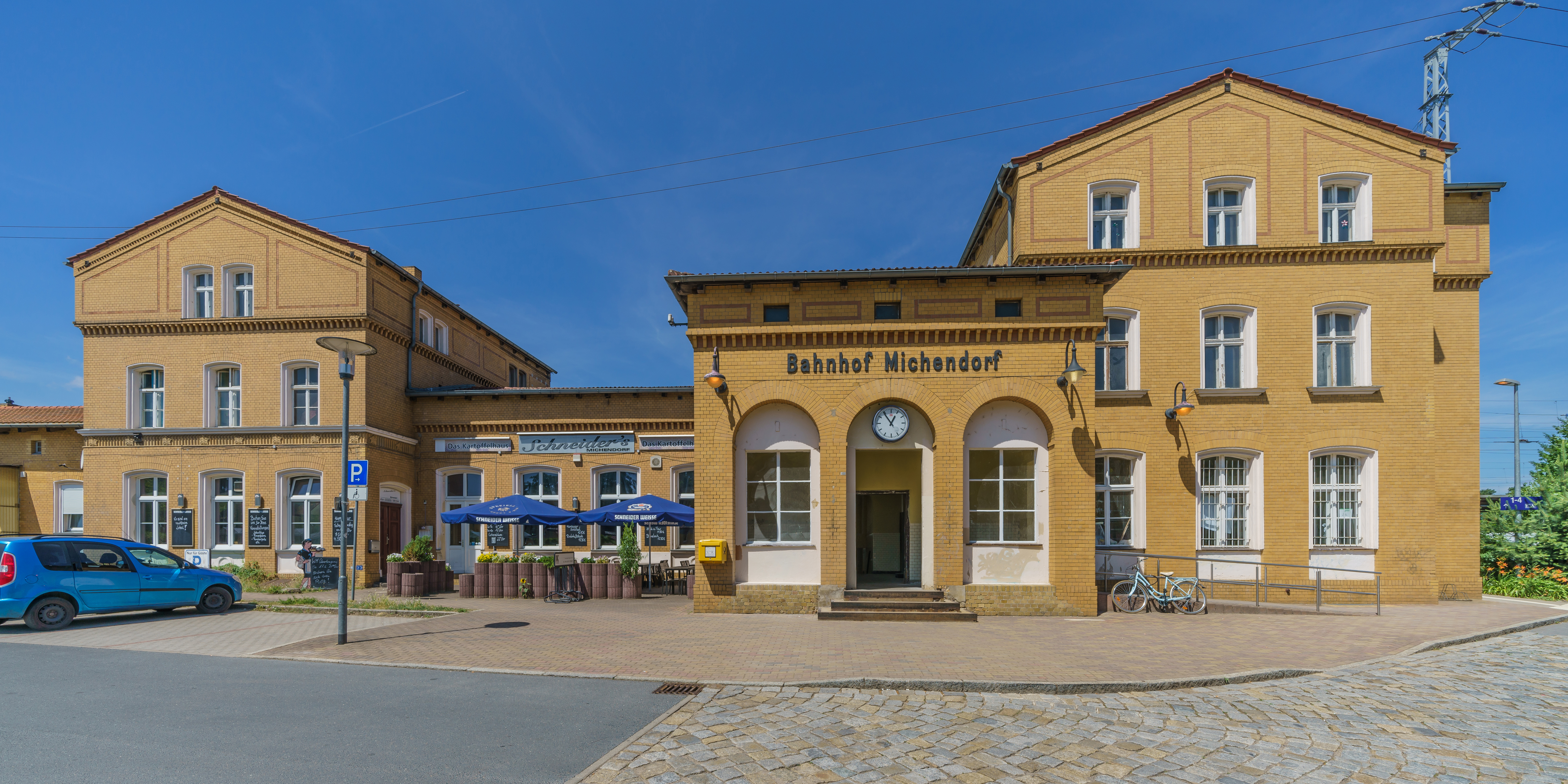
Bahnhof Michendorf

Der Bahnhof Michendorf an der Bahnstrecke Berlin–Blankenheim wurde wahrscheinlich 1879 eröffnet. In den 1910er Jahren musste er höher gelegt werden und wurde dabei erheblich umgebaut. 2002 wurde er für 220.000 Euro umfassend renoviert. Dabei wurden die Facetten und Fensterbänke im Originalzustand wiederhergestellt.
Am Bahnhof Michendorf und am Haltepunkt Wilhelmshorst halten Züge der Regional-Express-Linie RE 7 Dessau–Berlin–Senftenberg und der Regionalbahnlinie RB 37 Berlin-Wannsee–Potsdam Medienstadt Babelsberg–Beelitz Stadt des VBB.
Das Bahnhofsgebäude befand sich bis 2017 im Eigentum der Bahn Immobilien GmbH, bis es bei einer Auktion von einem Privatinvestor ersteigert wurde.
Der öffentliche Personennahverkehr wird unter anderem durch den PlusBus des Verkehrsverbund Berlin-Brandenburg erbracht. Folgende Verbindung führt, betrieben von der Regiobus Potsdam-Mittelmark, durch Michendorf:
- Linie 643: Beelitz ↔ Seddin ↔ Michendorf ↔ Wilhelmshorst ↔ Potsdam

Michendorf liegt an der Bundesstraße 2 zwischen Potsdam und Beelitz. Die Landesstraße L 77 nach Kleinmachnow beginnt in Michendorf. Die Bundesautobahn 10 (südlicher Berliner Ring, Anschlussstelle Michendorf) und die Bundesautobahn 115 (Anschlussstelle Saarmund) führen durch das Gemeindegebiet, auf dem sich auch das Autobahndreieck Nuthetal befindet.

### Bildung
In allen Ortsteilen, außer Fresdorf, gibt es gemeindliche Kitas. Die Anzahl aller Kinder, die sich in den sechs gemeindlichen Kindertagesstätten und in Kindertagesstätten freier Träger sowie in der Tagespflege befinden, liegt bei rund 1.120 (Stand September 2014). Grundschulen gibt es in den Ortsteilen Michendorf, Wilhelmshorst und Wildenbruch. Im Ortsteil Wilhelmshorst ist darüber hinaus eine Oberschule auf dem Schulcampus ansässig. Auf diese in gemeindlicher Trägerschaft befindlichen Schulen gehen insgesamt rund 1.000 Schüler (Stand 2014).
Im Ortsteil Michendorf liegt das in kreislicher Trägerschaft befindliche Wolkenberg-Gymnasium, an dem rund 650 Schüler aus den sechs Ortsteilen von Michendorf, aber auch aus Nuthetal und anderen umliegenden Gemeinden lernen.

### Freiwillige Feuerwehr
Die Freiwillige Feuerwehr von Michendorf, die unmittelbar in Trägerschaft der Gemeinde organisiert ist, verfügt über Standorte in jedem Ortsteil.

## Persönlichkeiten

### Söhne und Töchter der Gemeinde
- Kurt Kreuger (1916–2006), Schauspieler in Hollywood
- André Müller (1946–2011), Journalist

### Mit der Gemeinde verbundene Persönlichkeiten
In Wilhelmshorst lebten bzw. leben:
- Reinhard Froehner (1868–1955), Veterinärhistoriker
- Friedrich Müssemeier (1876–1957), Veterinärmediziner
- Otto Haesler (1880–1962), Architekt
- Karl Steinhoff (1892–1981), Politiker (SED)
- Erich Arendt (1903–1984), Lyriker und Übersetzer
- Peter Huchel (1903–1981), Lyriker
- Gerhart Enders (1924–1972), Historiker
- Nils Werner (1927–1989), Kinderbuchautor
- Rolf-Dieter Günther (1933–2011), Pfarrer
- Fred Willamowski (1935–2003), Motorradrennfahrer
- Wilhelm Ziehr (* 1938), Lexikograph
- Hans-Jochen Röhrig (* 1943), Schauspieler
- Gerit Kling (* 1965), Schauspielerin
- Volker-Gerd Westphal (* 1965), politischer Beamter (SPD)
- Anja Kling (* 1970), Schauspielerin